# Plasmodesma

Moleculen worden van cel naar cel vervoerd doorheen een plasmodesma

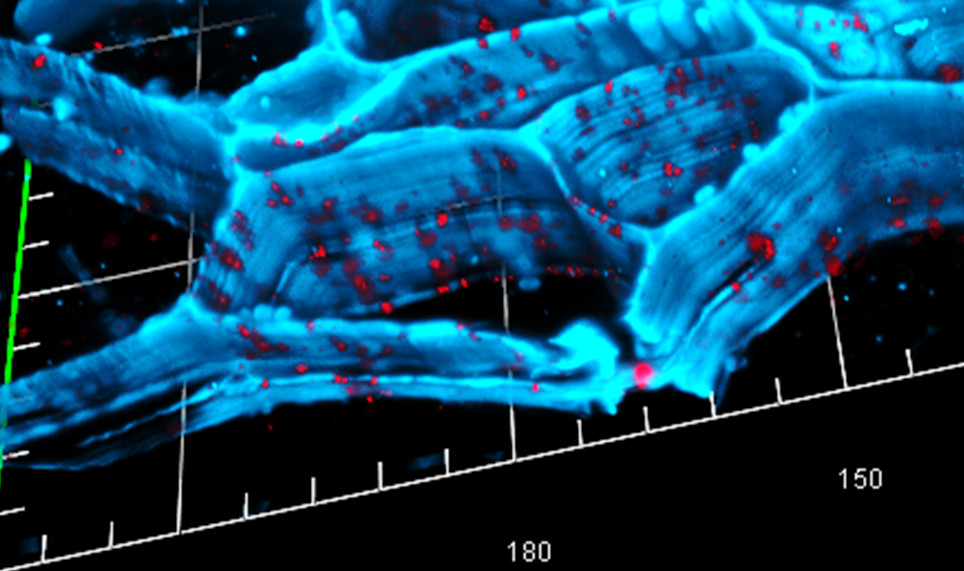
Plasmodesmata binnenin stikstofwortelknolletjes

Plasmodesma (meervoud= plasmodesmata) is een open kanaaltje in een plantencelwand, die het cytosol van twee aanliggende cellen verbindt. De kanaaltjes kunnen ook vertakt zijn. De binnenkant van het plasmodesma, de desmotubulus, is een plaatselijke aanpassing van het endoplasmatisch reticulum (ER) en staat in verbinding met de ER's van de aangrenzende cellen.
De kanaaltjes spelen een rol bij de verspreiding van voedingsstoffen en worden door de plant gebruikt voor intercellulaire communicatie. Bij het ouder worden van de bladeren ontstaan, op het moment dat het blad meer voedingsstoffen aanmaakt dan het verbruikt, vertakte kanaaltjes.

## Zeefvat
In zeefvaten zijn de plasmodesmata omgevormd tot zeefporiën.

## Virusverspreiding
Een virus gebruikt de plasmodesmata om van de ene cel naar de ander cel te komen. Omdat de kanaaltjes in eerste instantie te nauw zijn voor een virus wordt deze groter gemaakt doordat het virus een transporteiwit aanmaakt dat het kanaaltje vergroot.